# Соокюла (Гяедемеесте)
Со́окюла (ест. Sooküla) — село в Естонії, у волості Гяедемеесте повіту Пярнумаа.

## Населення
Чисельність населення на 31 грудня 2011 року становила 50 осіб.

## Географія
Поблизу села проходить автошлях 333 (Уулу — Соометса — Гяедемеесте).